# Stazione di Cagliari Piazza Repubblica
Stazione di Cagliari Piazza Repubblica 2004-ben bezárt vasútállomás Olaszországban, Szardínia régióban, Cagliari településen.

## Vasútvonalak
Az állomást az alábbi vasútvonalak érintették:
- Cagliari–Isili-vasútvonal

## Kapcsolódó állomások
A vasútállomáshoz az alábbi állomások vannak a legközelebb: 
- Stazione di Cagliari Largo Gennari (Monserrato Policlinico light rail station)